# Gran Hotel (phim truyền hình)
Gran Hotel (tên tiếng Pháp: Grand Hôtel) là phim truyền hình Tây Ban Nha, do kênh Antena 3 phát hành. Phim do Bambú Producciones là nhà sản xuất, gồm 25 tập, công chiếu từ 4 tháng 10 năm 2011. Bộ phim chiếu tại Tây Ban Nha vượt qua 3,7 triệu người xem, một tỷ lệ khán giả 20%, giành nhiều giải thưởng, cũng đã công chiếu tại Pháp, Anh, và Nga. Phần hai của loạt phim bắt đầu quay vào tháng 1 năm 2012 và sẽ được phát hành khoảng tháng 9 năm 2012 bao gồm 16 tập. Bộ phim khai thác chủ đề tình cảm, bối cảnh năm 1905.

## Diễn viên
| Nhân vật                        | Diễn viên             |
| ------------------------------- | --------------------- |
| Teresa Alarcón                  | Adriana Ozores        |
| Alicia Alarcón                  | Amaia Salamanca       |
| Julio Olmedo / Julio Espinosa   | Yon González          |
| Javier Alarcón                  | Eloy Azorín           |
| Alfredo Vergara                 | Fele Martínez         |
| Benjamín                        | Manuel de Blas        |
| Ayala                           | Pep Antón Muñoz       |
| Diego Murquia                   | Pedro Alonso          |
| Sofía Alarcón                   | Luz Valdenebro        |
| Belén                           | Marta Larralde        |
| Andrés Alarcón / Andrés Cernuda | Llorenç González      |
| Cristina Olmedo †               | Paula Prendes         |
| Sebastián                       | Iván Morales          |
| Pascual †                       | Alejandro Cano        |
| Hernando                        | Antonio Reyes         |
| Ángela                          | Concha Velasco        |
| Lady                            | Asunción Balaguer     |
| Natalia(doncella)               | Raquel Sierra         |
| Beatriz(doncella)               | Vanessa Rius          |
| Inés (doncella)                 | Paula Ovejero         |
| Camarero                        | Tato Loché            |
| Lady                            | Asunción Balaguer     |
| Juez Barreda                    | Pedro Miguel Martínez |